# Ròmul Mascaró i Franquesa
Ròmul Mascaró i Franquesa (Lleida, 1844 - Montcada i Reixac, Vallès Occidental, 1893) fou un advocat i polític català. Durant el sexenni revolucionari va militar en el republicanisme i el 1869 fou enviat a una colònia penal al nord d'Àfrica. Quan el general Arsenio Martínez Campos va fer el pronunciamiento que va iniciar la restauració borbònica fou nomenat membre de la diputació provisional de febrer de 1874 - gener de 1875. Després formà part del Partit Liberal Fusionista i fou elegit diputat pel Districte Segon de Barcelona a les eleccions de 1882. Fou elegit president de gener de 1883 a novembre de 1884. Durant el seu mandat va impulsar la construcció de les Institucions Provincials d'Institució Pública, la nova Casa de Maternitat i una Escola d'Ensenyament Professional.
Continuà com a membre de la Diputació de Barcelona elegit a les eleccions de 1884 i 1888 pel districte de Granollers. També era membre de l'Ateneu Barcelonès, del que en fou vicepresident el 1882-1883.